# Jan Brooijmans

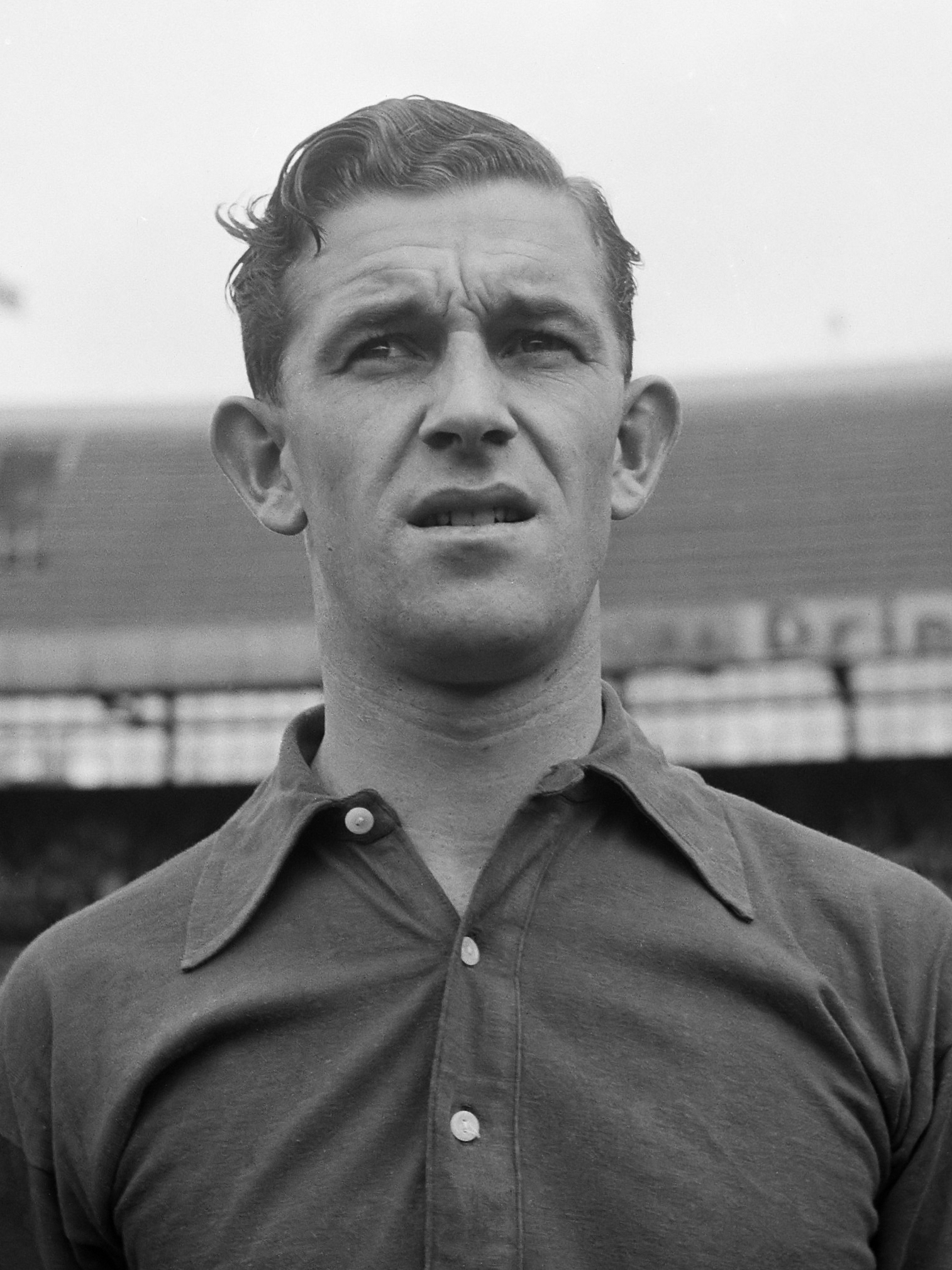
Jan Brooijmans (1955)

Jan Brooijmans (Molenschot, 3 november 1929 – Rijen, 13 september 1996) was een profvoetballer. Hij speelde 402 wedstrijden voor Willem II (1954-1967), waarmee hij in 1954/55 landskampioen werd. Brooijmans kwam twee keer uit voor het Nederlands voetbalelftal.

## Sportieve loopbaan
Brooijmans begon met voetballen bij amateurclub RAC. Hij was oorspronkelijk een voorhoedespeler, maar bleek al vroeg in zijn carrière vooral goed uit de verf te komen als verdediger. Brooijmans werd in het seizoen 1954/55 met Willem II de eerste landskampioen van Nederland in het betaald voetbal. Hij won in 1962/63 tevens de KNVB beker met de Tricolores. Daardoor speelde Brooijmans het seizoen daarna met Willem II twee keer als basisspeler tegen Manchester United FC, in het Europacup II-toernooi (1-1 en 6-1 verlies).
D'n Brooy, zoals zijn bijnaam luidde, kwam in dertien seizoenen tot 402 wedstrijden voor de Tilburgers. Daarmee was hij recordhouder van de club, tot hij in 1996 voorbijgestreefd werd door John Feskens.
Brooijmans speelde twee keer in de verdediging van het Nederlands elftal. Op 16 oktober 1955 kwamen de Belgen op bezoek voor een 2-2 gelijkspel. Op 10 mei 1956 verloor de Willem II-er met 'Oranje' met 1-4 van Ierland.
Brooijmans overleed in de nacht van 12 op 13 september 1996 aan de gevolgen van een herseninfarct.